# ونسا جیلز
ونسا جیلز (انگلیسی: Vanessa Gilles؛ زادهٔ ۱۱ مارس ۱۹۹۶) بازیکن فوتبال اهل کانادا است.
وی همچنین در تیم‌های ملی فوتبال زنان کانادا بازی کرده‌است.